# Fagas
Fagas (griechisch Φαγάς) oder Sphinx (griechisch Σφίγξ) ist der Name eines Berges in Böotien, der etwa 13 km nordwestlich von Thiva liegt. Westlich des 565 m hohen Berges liegt die Kopaïs und östlich der Yliki-See. In der Antike wurde er Sphingion (griechisch Σφίγγιον; lateinisch Sphingium), Phikion (griechisch Φίκιον oder griechisch Φίκειον; lateinisch Phicium) oder Phoinikion (griechisch Φοινίκιον; lateinisch Phoenicium) genannt und galt als Heimstatt der Sphinx.

## Überlieferung
Die Sphinx saß auf dem Berg und stellte jedem, der vorüber zog ein Rätsel. Konnte er es nicht lösen, so wurde er von ihr verschlungen. Erst Ödipus konnte das Rätsel lösen und die Sphinx stürzte sich selbst in den Tod.
Am Fuße des Sphingion lag in der Antike der Ort Medeon. Er wurde auch nach dem Berg Phoinikios genannt. 3 km südwestlich des Berges am Stenis-Pass lag Onchestos.